# Fortezza del Girifalco
Posizionata a 651m di altitudine, la fortezza Medicea o del Girifalco è situata alla sommità del colle che sovrasta Cortona (AR), poco più in alto della basilica di Santa Margherita.
(Odoardo Warren, 1749)

## Storia

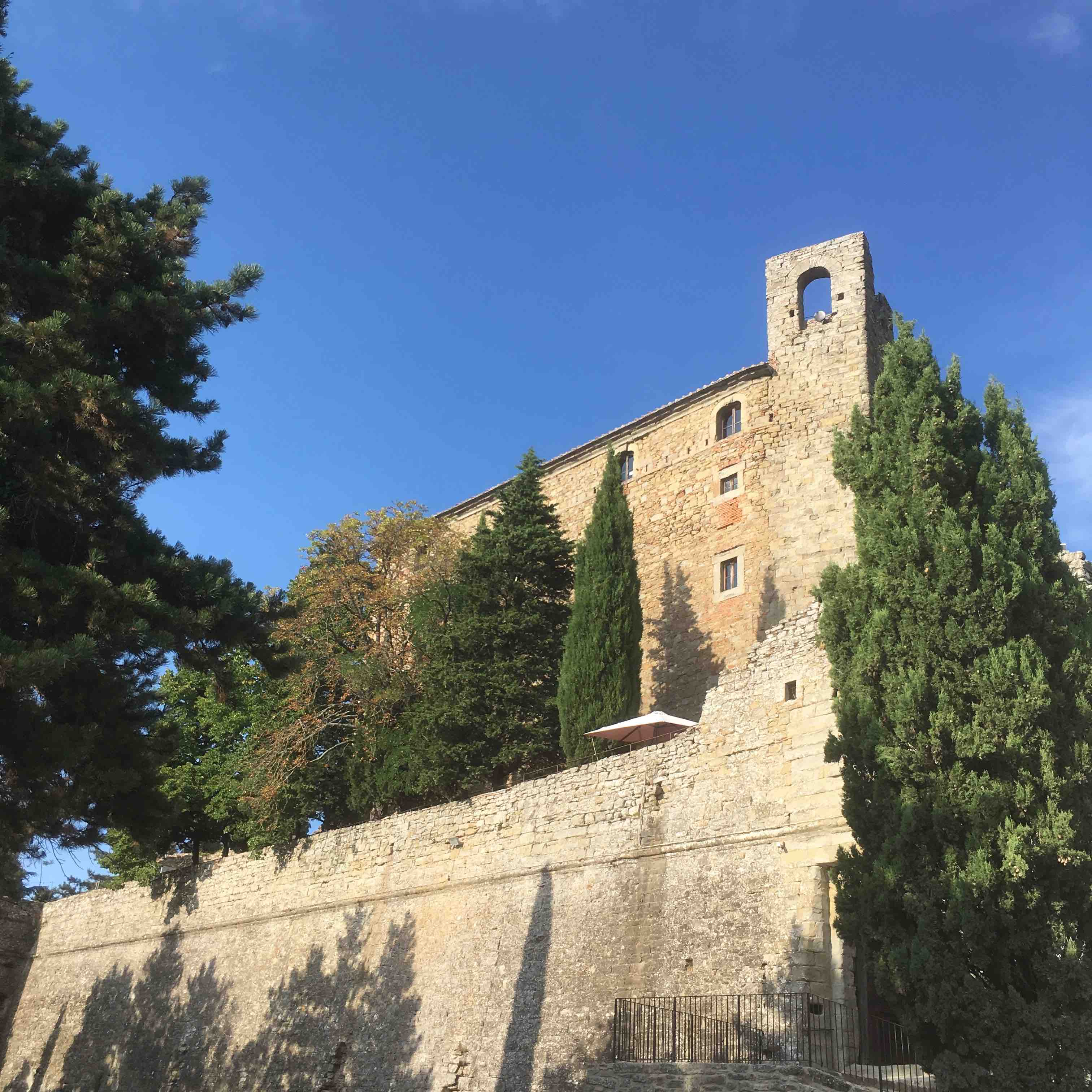
Facciata ingresso fortezza

Fu costruita nel 1556 da Gabrio Serbelloni e dal cortonese Francesco Laparelli per volere del granduca di Toscana Cosimo I de' Medici.
La fortezza sorge sulle rovine di una precedente del XII secolo a sua volta sorta su resti di mura etrusche.
Oggi ospita eventi e manifestazioni culturali.